# Langley Kirkwood
Langley Kirkwood (* 14. April 1973 in London) ist ein britischer Schauspieler.

## Leben
Langley Jack Kirkwood wurde 1973 in England geboren. Sein Schauspieldebüt gab er mit 24 Jahren in der südafrikanischen Fernsehserie Natural Rhythm. Seine erste größere Rolle erhielt er in dem Actionfilm Blast als FBI-Agent Phillips. Dabei spielte er neben Vinnie Jones, Eddie Griffin und Vivica A. Fox, die seine Partnerin verkörperte. Als Bill Granger sah man Kirkwood in der dreiteiligen Miniserie Bermuda Dreieck – Tor zu einer anderen Zeit, die direkt für den DVD-Markt produziert wurde. In der Romanverfilmung Die drei Fragezeichen und das Geheimnis der Geisterinsel von Die drei ??? erhielt er eine Nebenrolle. 2008 war Kirkwood in der HBO-Miniserie Generation Kill als Steven Lovell zu sehen.
2009 mimte er einen der Bodyguards von Morgan Freemans Rolle als Nelson Mandela in Invictus – Unbezwungen. Im gleichen Jahr stand er für die Fernsehserie The Prisoner – Der Gefangene vor der Kamera. 2011 spielte er die Rolle des Rudi in sieben Folgen der britischen Serie Outcast. 2012 stand er für die deutsch-südafrikanische Koproduktion Die Jagd nach dem weißen Gold als Anro Rowick vor der Kamera. Des Weiteren spielte Kirkwood in dem Science-Fiction-Film Dredd den Judge Lex neben Karl Urban als Judge Dredd. In dem Actionfilm Death Race: Inferno, der 2012 als Direct-to-DVD-Produktion erschien, verkörpert er die Figur Dr. Klein. Bei diesem Werk arbeitete er mit Luke Goss, Ving Rhames, Danny Trejo und Tanit Phoenix zusammen.

## Filmografie (Auswahl)
- 1999: Der Pirat aus der Vergangenheit (Pirates of the Plain)
- 2003: Red Water (Fernsehfilm)
- 2004: Quatermain und der Schatz des König Salomon (OT: King Solomon’s Mines)
- 2004: Dracula 3000
- 2004: Blast
- 2005: Bermuda Dreieck – Tor zu einer anderen Zeit (The Triangle, Miniserie)
- 2006: Mercenary for Justice
- 2007: Die drei Fragezeichen und das Geheimnis der Geisterinsel (The Three Investigators and the Secret of Skeleton Island)
- 2008: Generation Kill (Miniserie, sieben Folgen)
- 2009: Invictus – Unbezwungen (Invictus)
- 2009: The Prisoner – Der Gefangene (The Prisoner, Fernsehserie)
- 2011: Atlantis – Das Ende einer Welt (Atlantis: End of a World, Birth of a Legend)
- 2011: Outcasts (Fernsehserie, Folgen 1x02–1x08)
- 2012: Die Jagd nach dem weißen Gold (Fernsehfilm)
- 2012: Dredd
- 2012: Death Race: Inferno (Death Race 3: Inferno)
- 2013: Die Bibel (The Bible, Miniserie, 1 Folge)
- 2014: Son of God
- 2014: The Salvation – Spur der Vergeltung (The Salvation)
- 2014: Dominion (Fernsehserie, 5 Folgen)
- 2015: Banshee – Small Town. Big Secrets. (Banshee, Fernsehserie)
- 2015: Tiger House
- 2018: Mia und der weiße Löwe (Mia et le lion blanc)
- 2019–2023: Warrior (Fernsehserie, 30 Folgen)
- 2021: The Mauritanian
- 2023: One Piece (Fernsehserie, 2 Folgen)